# Volksbank Hameln-Pyrmont
Die Volksbank Hameln-Pyrmont eG war eine regional tätige deutsche Genossenschaftsbank mit Sitz in Hameln.

## Geschichte
Im August 1998 fusionierte die Volksbank Hameln mit der Volksbank Bad Pyrmont-Emmerthal rückwirkend zum 1. Januar 1998 zur Volksbank Hameln-Pyrmont. Zum 1. Januar 2004 fusionierte die Volksbank Hameln-Pyrmont mit der Volksbank Stadthagen zur Volksbank Hameln-Stadthagen.

## Rechtsgrundlage
Rechtsgrundlagen der Bank sind ihre Satzung und das Genossenschaftsgesetz. Die Organe der Genossenschaftsbank sind der Vorstand, der Aufsichtsrat und die Vertreterversammlung. Die Bank ist der BVR Institutssicherung GmbH und der Sicherungseinrichtung des Bundesverbandes der Deutschen Volksbanken und Raiffeisenbanken e.V. angeschlossen gewesen.

## Genossenschaftliche FinanzGruppe
Die Bank gehörte zur genossenschaftlichen FinanzGruppe und bot somit als Allfinanzdienstleister eine breite Palette an Finanzdienstleistungen aus einer Hand an. Weitere Verbundpartner der Volksbank Hameln-Pyrmont eG waren die Deutsche Zentral-Genossenschaftsbank (DZ Bank) als Zentralinstitut sowie die DZ Hyp und die Münchener Hypothekenbank als Finanzierungsspezialisten.